# Peranema nodosa
Peranema nodosa là một loài thực vật có mạch trong họ Dryopteridaceae. Loài này được (C. Presl) Fraser-Jenk. mô tả khoa học đầu tiên năm 2008.